# Борисочкин, Юрий Фёдорович
Юрий Фёдорович Борисочкин (7 июля 1944, Москва — 8 октября 2023, Москва) — старший тренер женской сборной команды России по самбо, член исполкома Всероссийской федерации самбо, заслуженный тренер СССР и России, заслуженный работник физической культуры Российской Федерации.
Выпускник Государственного центрального ордена Ленина института физической культуры (1974). Заслуженный тренер РСФСР (1982) и СССР (1982). Награждён почётным знаком «За заслуги в развитии физической культуры и спорта». Подготовил многих известных борцов, среди которых Заслуженный мастер спорта СССР, четырёхкратный чемпион мира по самбо Андрей Ходырев, чемпион и призёр чемпионатов СССР Владислав Ратов, заслуженный тренер России Сергей Елисеев. Кавалер ордена Почёта (2018)
Скончался 8 октября 2023 года на 80-м году жизни после продолжительной болезни.